# Myzostoma fisheri
Myzostoma fisheri is een ringworm uit de familie Myzostomatidae.
Myzostoma fisheri werd in 1905 voor het eerst wetenschappelijk beschreven door Wheeler.